# 1-(2-嘧啶基)哌嗪
1-(2-嘧啶基)哌嗪（缩写1-PP或1-PmP）是一种有机化合物，分子式C8H12N4，属于哌嗪衍生物，可用作α2肾上腺素受体的受体拮抗剂（Ki = 7.3–40 nM）。